# Berger (geslacht)

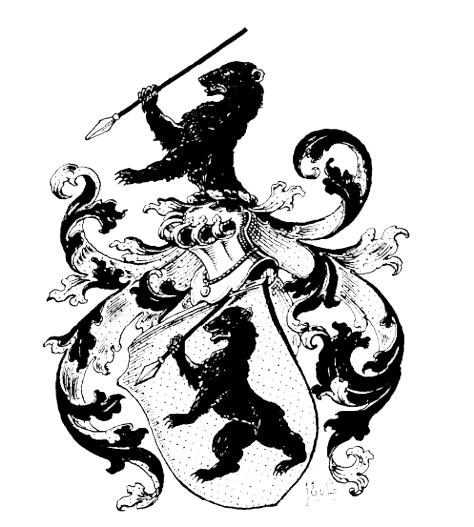
Geslachtswapen (1928)

De familie Berger is een Nederlandse familie van Duitse oorsprong. De familie is in 1928/1929 en in 1989 opgenomen in het Nederland's Patriciaat. Berger is een familie die van origine veelal uit kooplieden bestond die zich rond 1820 in Venlo vestigden.

## Wapen
In goud een rood getongde klimmende zwarte beer met in de rechtervoorpoot een zwarte spies, de zilveren punt naar beneden. Helmteken: de beer van het schild, uitkomend. Dekkleden: zwart, gevoerd van goud.

## Geschiedenis
De bewezen stamreeks begint bij Severin op den Berch, geboren omstreeks 1500 op de Bergerhof in de buurt van de stad Süchteln. Severin op den Berch nam waarschijnlijk op zijn twintigste de leiding van de Bergerhof over en betaalde daarover belasting. Deze Severin was hoogstwaarschijnlijk de kleinzoon van Severin ten Berge. Zijn nakomeling Merten Berger werd in 1637 burgemeester van Süchteln.
Leonardus en zijn broer Peter waren de eerste Bergers die naar Nederland verhuisden. De firma P.J. Berger onderhield vanaf 1842 een geregelde stoomvaart over de Maas van Venlo naar Rotterdam en vanaf 1849 van Venlo naar Maastricht. Hiervoor had de rederij Berger naast een aantal zeilschepen ook enkele raderboten in de vaart. Voor het vervoer van goederen en personen was deze waterverbinding lange tijd van groot belang. Een reis naar Rotterdam duurde anderhalf tot twee dagen. De boten droegen namen als: Maas, Bertha, Louisa, Clementina en Elisa. In 1919 werden de Berger-boten verkocht aan stoombootonderneming H. Janssen die vanaf 1898 lijndiensten onderhield tussen Venlo en Rotterdam.
De Mr. Bergerstraat te Broekhuizen is naar B.M. Berger genoemd, burgemeester van Venlo en eigenaar van kasteel Broekhuizen. In Venlo is er het Burgemeester Bergerpark. De Fons Bergerstraat te Venlo is genoemd naar Bergers zoon Fons Berger, die vanwege verzetswerk naar concentratiekamp Neuengamme werd gedeporteerd en daar in 1945 stierf.

## Opmerkelijke naamdragers
- Peter Joseph Berger
- Willem Jozef Berger
- Bernard Marie Berger (Engelandvaarder)
- Willem Jozef Marie Berger
- Bernard Maria Berger (burgemeester)
- Maurits Servaas Berger
- Johan Lodewijk Herman Maria Berger
- Erik August Berger